# Markus Flanagan
Markus Flanagan (Bryn Mawr, 20 agosto 1964) è un attore statunitense.

## Filmografia parziale

### Cinema
- Frenesie... militari (Biloxi Blues), regia di Mike Nichols (1988)
- Violenza alla deriva (The Beat), regia di Paul Mones (1988)
- Nato il quattro luglio (Born on the Fourth of July), regia di Oliver Stone (1989)
- Blue Steel - Bersaglio mortale (Blue Steel), regia di Kathryn Bigelow (1990)
- In ricchezza e in povertà (For Richer or Poorer), regia di Bryan Spicer (1997)
- Dancing in September, regia di Reggie Rock Bythewood (2000)
- Malpractice, regia di Micky Dolenz (2001)
- Holiday in the Sun, regia di Steve Purcell (2001)
- Loving Annabelle, regia di Katherine Brooks (2006)
- The Kingdom, regia di Peter Berg (2007)
- Sette anime (Seven Pounds), regia di Gabriele Muccino (2008)
- Tre all'improvviso (Life as We Know It), regia di Greg Berlanti (2010)
- Meeting Spencer, regia di Malcolm Mowbray (2011)

### Televisione
- Testimone d'accusa (Perfect Witness) - film TV (1989)
- Corsie in allegria (Nurses) - 24 episodi (1992-1993)
- Una mamma per Jesse (No Child of Mine) - film TV (1993)
- Il silenzio del testimone (Cries from the Heart) - film TV (1994)
- Hudson Street - 3 episodi (1995)
- Una strana coppia di detective (Bloodhounds) - film TV (1996)
- Apollo 11 - film TV (1996)
- Melrose Place - serie TV, 7 episodi (1997)
- Providence - serie TV, 2 episodi (2001)
- Unfabulous - serie TV, 41 episodi (2004-2007)
- Rogues of LA - serie TV, 9 episodi (2014-2015)
- The Morning Show - serie TV, 6 episodi (2019-2021)
- NCIS: Los Angeles - serie TV, episodio 8x08 (2016)
- Better Things - serie TV, 6 episodi (2017-2022)
- Grey's Anatomy - serie TV, episodio 16x20 (2020)
- The Rookie - serie TV, episodio 3x03 (2021)

## Doppiatori italiani
Nelle versioni in italiano delle opere in cui ha recitato, Markus Flanagan è stato doppiato da:
- Edoardo Nordio in Supernatural, Major Crimes
- Maurizio Reti in CSI: Miami
- Claudio Moneta in Unfabulous
- Massimiliano Virgilii in NCIS - Unità anticrimine
- Davide Marzi in CSI - Scena del crimine
- Massimo Rinaldi in Bones
- Teo Bellia in Agents of S.H.I.E.L.D.
- Oliviero Dinelli in NCIS: Los Angeles
- Michele Botrugno in Better Things
- Gianni Gaude in The Rookie